# Trechus austriacus
Trechus austriacus är en skalbaggsart som beskrevs av Pierre François Marie Auguste Dejean 1831. Trechus austriacus ingår i släktet Trechus, och familjen jordlöpare. Arten har ej påträffats i Sverige.